# Трес-Баррас-ду-Парана
Трес-Баррас-ду-Парана (порт. Três Barras do Paraná) — муниципалитет в Бразилии, входит в штат Парана. Составная часть мезорегиона Запад штата Парана. Входит в экономико-статистический микрорегион Каскавел. Население составляет 9486 человек на 2006 год. Занимает площадь 504,172 км². Плотность населения — 18,8 чел./км².

## История
Город основан в 1980 году.

## Статистика
- Валовой внутренний продукт на 2003 год составляет 102 747 906,00 реалов (данные: Бразильский институт географии и статистики).
- Валовой внутренний продукт на душу населения на 2003 год составляет 9732,68 реалов (данные: Бразильский институт географии и статистики).
- Индекс развития человеческого потенциала на 2000 год составляет 0,720 (данные: Программа развития ООН).